# Доколька
Доко́лька (Доколь; бел. Дако́лька, Даколь) — река в Стародорожском районе Минской области и Глусском районах Могилёвской области Белоруссии. Правый приток реки Птичь.

## Гидрография
Река Доколька начинается на территории Стародорожского района Минской области, между деревнями Кармазы и Щиты. Далее переходит на территорию Глусского района Могилёвской области. Течёт по северной части Припятского Полесья. Впадает в Птичь с правой стороны неподалёку от деревни Косаричи. Высота устья — 131,1 м над уровнем моря.
Длина реки — 43 км. Площадь водосбора — 462 км². Средний наклон водной поверхности — 0,5 м/км.
Долина невыраженная. Пойма покрыта сетью мелиорационных каналов и осушена. Местами в пойме сохранились старицы. Русло канализовано на всём протяжении. Ширина реки в межень на различных участках русла варьируется от 5 до 20 м, в устье достигает 12 м.
Среднегодовой расход в устье — 2,3 м³/с. Около 55 % годового стока приходится на период весеннего половодья.
Основные притоки — Сновка (правый) и Ольница (левый).
60 % водосбора покрыто лесом, главным образом хвойным.

## Населённые пункты
На реке расположены агрогородки Положевичи и Клетное, а также ряд деревень.